# Viaduct van Kraainem
Het viaduct van Kraainem is een viaduct in de E40/A3 over de R22 in de noordwestelijke uithoek van de gemeente Kraainem. Het viaduct maakt deel uit van de afrit 20 Kraainem. De hoogte onder het viaduct bedraagt ruim 10 meter.